# Киприан (Куцумбас)
Митрополит Киприан (греч. Μητροπολίτης Κυπριανός, в миру — Димитриос Куцумбас греч. Δημήτριος Κουτσούμπας; 1935, Агринион, Греция — 17 (30) мая 2013, Фили, Греция) — епископ греческой старостильной юрисдикции «Синод противостоящих»; с 1985 по 2013 годы — Первоиерарх и Председатель Синода с титулом митрополит Оропосский и Филийский.

## Биография
Родился в 1935 году в Агринионе, в Греции. В юношеском возрасте переехал с родителями в Афины. Служил в армии.
Получил богословскую подготовку и наставления в монашестве под руководством своего духовного отца известного старца Филофея (Зервакоса), духовного сына святого Нектария Эгинского.
В дополнение к своему семинарскому и монашескому образованию (Hieratike Шол), имел две богословские степени honoris causa: первая от консультативного совета «Центра православных исследований традиционалистов» (лиценциат в богословии в знак признания его богословских и пастырских работ), а также степень доктора богословия от Православной Духовной Академии Святого Мартина.
Был пострижен в монашество в монастыре святого Иоанна Богослова на острове Патмос с наречением именем Киприан в честь священномученика Киприана Никомедийского (память 2 (15) октября).
В 1961 году, по благословению старца Филофея (Зервакоса), основал в пригороде Фили монастырь св. Киприана и Иустины, который возглавил в качестве настоятеля.
3 (15) января 1979 года вместе с братией монастыря вышел из юрисдикции Элладской Православной Церкви и присоединился к старостильному «Каллистовскому» Синоду Церкви ИПХ Греции.
7 (20) февраля 1979 года митрополитом Коринфским Каллистом (Макрисом) и митрополитом Мегаридским Антонием (Фанасисом) хиротонисан во епископа Оропосского и Филийского.

## Синод Противостоящих
5 (18) апреля 1985 года был избран первоиерархом новообразованного Священного Синода Противостоящих.

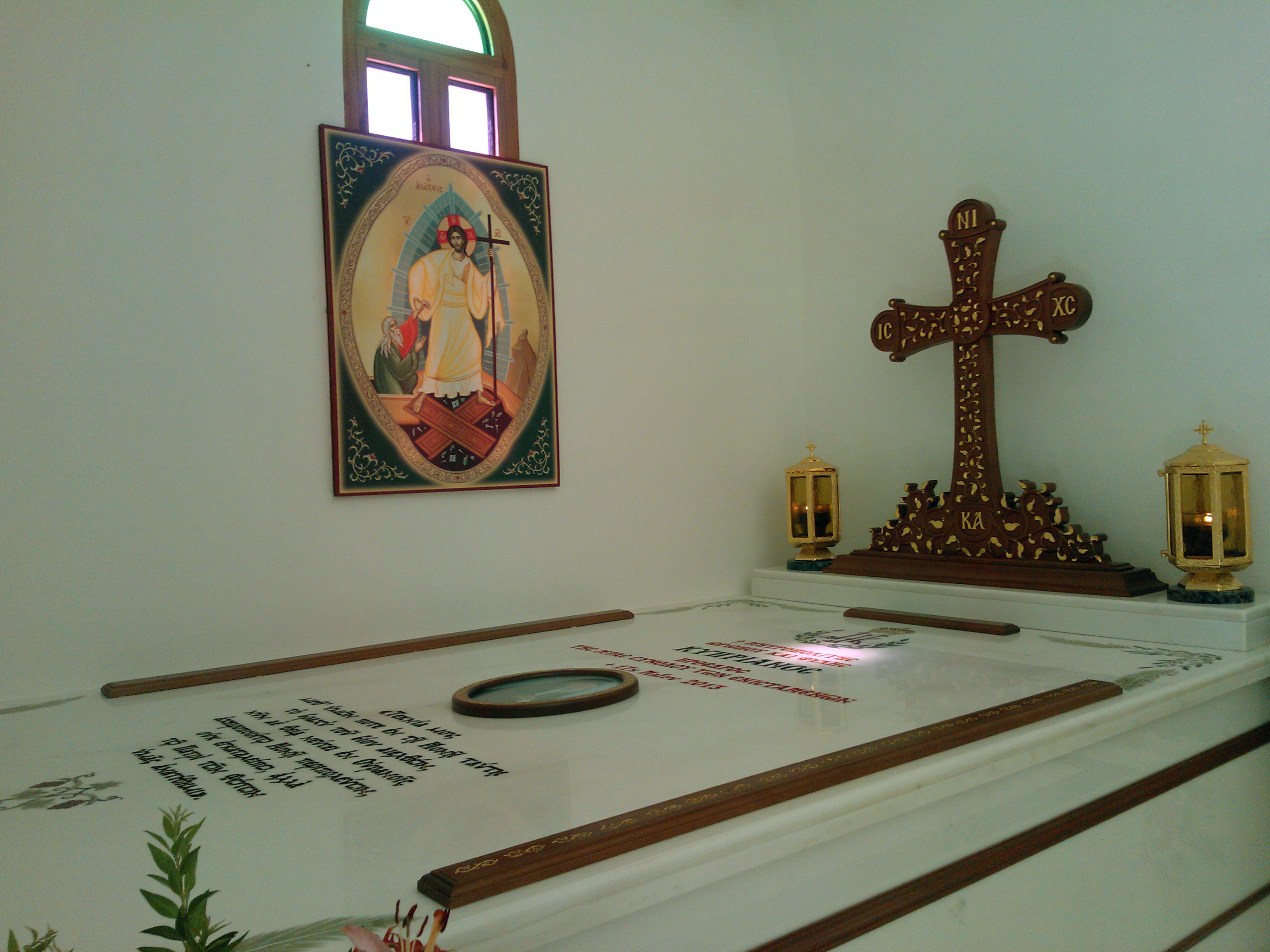
Гробница митрополита Киприана

В конце мая — начале июня 1996 года совершил визит в Россию.
В мае 2007 года, совет попечителей и директоров Мемориального фонда Флоровского проголосовал за награждение премией Флоровского митрополита Киприана в знак признания его многолетнего служения православной церкви и за богословские сочинения.
Является автором многочисленных статей, миссионерских брошюр и книг по православной теологии, многие из которых переведены на английский и русский языки.
С 20 октября 2007 года, после обширного инсульта, находился в состоянии комы, в связи с чем фактическое исполнение дел было возложено на викарного епископа Ореойского Киприана (Йюлиса).
Скончался 17 (30) мая 2013 года. 1 июня состоялось погребение почившего в крипте часовни в честь свт. Иоанна Шанхайского, в монастыре святых Киприана и Иустины.